# Danny Woodburn
Daniel "Danny" Woodburn (født 26. juli 1964) er en amerikansk skuespiller, bedst kendt for sin rolle som Mickey Abbott i komedieserien Seinfeld. Hans dværgvækst har bl.a. skaffet ham roller i film som Mission julegave og Watchmen.

## Ekstern henvisning
- Danny Woodburn på Internet Movie Database (engelsk)
- Danny Woodburn på Svensk Filmdatabas (svensk)
- Danny Woodburn på AlloCiné (fransk)
- Danny Woodburn på AllMovie (engelsk)
- Danny Woodburn på The Movie Database (engelsk)